# Dozór celny
Dozór celny – wszystkie działania podejmowane przez organ celny w celu zapewnienia przestrzegania przepisów prawa celnego oraz innych przepisów które zastosowywane są do towarów przywożonych na obszar celny lub z niego wywożonych.
Art. 4 pkt 13 Rozporządzenia Rady (EWG) NR 2913/92 z dnia 12 października 1992 r. ustanawiającego Wspólnotowy Kodeks Celny.